# Football League Cup 1974-1975
La Football League Cup 1974-1975 è stata la 15ª edizione del terzo torneo calcistico più importante del calcio inglese, la 9ª in finale unica. La manifestazione, ebbe inizio il 19 agosto 1974 e si concluse il 1 marzo 1975 con la finale di Wembley.
L'atto conclusivo della competizione ebbe due protagoniste inattese, entrambi provenienti dalla Second Division e si risolse in favore dell'Aston Villa che superò il Norwich City con il punteggio di 1-0.

## Formula
La Football League Cup era riservata alle 92 squadre della Football League. Il torneo era composto da scontri ad eliminazione diretta, ad esclusione delle semifinali che prevedevano due match, dove la squadra con il miglior risultato combinato accedeva alla finale unica. Se uno scontro terminava in parità, la sfida veniva ripetuta a campi invertiti fino a quando una delle due contendenti non otteneva la vittoria, mentre in finale, si rigiocava sempre in campo neutro. In caso di pareggio, anche nel replay, si faceva ricorso ai tempi supplementari. 
|                              | Squadre che entrano in questo turno                                                                    | Squadre qualificate dal turno precedente    |
| ---------------------------- | --- | ------------------------------------------- |
| Primo turno (56 squadre)     | - 24 squadre dalla Fourth Division - 24 squadre dalla Third Division - 8 squadre dalla Second Division |                                             |
| Secondo turno (64 squadre)   | - 22 squadre dalla First Division - 14 squadre dalla Second Division                                   | - 28 squadre vincitrici del secondo turno   |
| Terzo turno (32 squadre)     | | - 32 squadre vincitrici del terzo turno     |
| Quarto turno (16 squadre)    | | - 16 squadre vincitrici del terzo turno     |
| Quarti di finale (8 squadre) | | - 8 squadre vincitrici del quarto turno     |
| Semifinali (4 squadre)       | | - 4 squadre vincitrici dei quarti di finale |
| Finale (2 squadre)           | | - 2 squadre vincitrici delle semifinali     |

## Primo turno
| Squadra 1        | Risultato | Squadra 2         |
| ---------------- | --------- | ----------------- |
| 19 agosto 1974   |           |                   |
| Bristol City     | 2 - 1     | Cardiff City      |
| 20 agosto 1974   |           |                   |
| Barnsley         | 0 - 1     | Halifax Town      |
| Bradford City    | 2 - 1     | Darlington        |
| Bristol Rovers   | 0 - 0     | Plymouth          |
| Bury             | 2 - 0     | Oldham Athletic   |
| Charlton         | 4 - 0     | Peterborough Utd  |
| Colchester Utd   | 1 - 0     | Oxford Utd        |
| Doncaster        | 2 - 1     | Mansfield Town    |
| Newport County   | 1 - 0     | Torquay Utd       |
| Northampton Town | 1 - 0     | Port Vale         |
| Preston N.E.     | 1 - 0     | Rochdale          |
| Rotherham Utd    | 1 - 1     | Lincoln City      |
| Scunthorpe Utd   | 1 - 0     | Sheffield Weds    |
| Swindon Town     | 0 - 1     | Portsmouth        |
| Wrexham          | 1 - 2     | Crewe Alexandra   |
| 21 agosto 1974   |           |                   |
| Brentford        | 3 - 0     | Aldershot         |
| Chester City     | 2 - 1     | Walsall           |
| Chesterfield     | 3 - 0     | Grimsby Town      |
| Exeter City      | 3 - 1     | Swansea City      |
| Gillingham       | 1 - 1     | Bournemouth       |
| Hereford Utd     | 1 - 1     | Shrewsbury Town   |
| Reading          | 0 - 0     | Brighton          |
| Southend Utd     | 0 - 0     | Cambridge Utd     |
| Southport        | 0 - 2     | Tranmere          |
| Stockport County | 0 - 2     | Blackburn         |
| Watford          | 1 - 1     | Crystal Palace    |
| Workington       | 1 - 2     | Hartlepool Utd    |
| York City        | 0 - 2     | Huddersfield Town |

### Replay
| Squadra 1       | Risultato      | Squadra 2      |
| --------------- | -------------- | -------------- |
| 27 agosto 1974  |                |                |
| Crystal Palace  | 5 - 1          | Watford        |
| Plymouth        | 0 - 1          | Bristol Rovers |
| Shrewsbury Town | 0 - 1          | Hereford Utd   |
| 27 agosto 1974  |                |                |
| Bournemouth     | 1 - 1 (d.t.s.) | Gillingham     |
| Brighton        | 2 - 2 (d.t.s.) | Reading        |
| Lincoln City    | 1 - 1 (d.t.s.) | Rotherham Utd  |

### Secondo Replay
| Squadra 1        | Risultato      | Squadra 2      |
| ---------------- | -------------- | -------------- |
| 27 agosto 1974   |                |                |
| Crystal Palace   | 5 - 1          | Watford        |
| Plymouth         | 0 - 1          | Bristol Rovers |
| Shrewsbury Town  | 0 - 1          | Hereford Utd   |
| 3 settembre 1974 |                |                |
| Gillingham       | 1 - 2 (d.t.s.) | Bournemouth    |
| Reading          | 0 - 0 (d.t.s.) | Brighton       |
| Rotherham Utd    | 2 - 1          | Lincoln City   |

### Terzo Replay
| Squadra 1        | Risultato | Squadra 2 |
| ---------------- | --------- | --------- |
| 5 settembre 1974 |           |           |
| Brighton         | 2 - 3     | Reading   |

## Secondo turno
| Squadra 1         | Risultato | Squadra 2       |
| ----------------- | --------- | --------------- |
| 10 settembre 1974 |           |                 |
| Arsenal           | 1 - 1     | Leicester City  |
| Bolton            | 0 - 0     | Norwich City    |
| Bury              | 2 - 0     | Doncaster       |
| Coventry City     | 1 - 2     | Ipswich Town    |
| Crystal Palace    | 1 - 4     | Bristol City    |
| Huddersfield Town | 1 - 1     | Leeds Utd       |
| Liverpool         | 2 - 1     | Brentford       |
| Manchester City   | 6 - 0     | Scunthorpe Utd  |
| Northampton Town  | 2 - 2     | Blackburn       |
| Nottingham Forest | 1 - 1     | Newcastle Utd   |
| Preston N.E.      | 2 - 0     | Sunderland      |
| QPR               | 1 - 1     | Leyton Orient   |
| Sheffield Utd     | 3 - 1     | Chesterfield    |
| Southampton       | 1 - 0     | Notts County    |
| West Bromwich     | 1 - 0     | Millwall        |
| 11 settembre 1974 |           |                 |
| Aston Villa       | 1 - 1     | Everton         |
| Bournemouth       | 1 - 1     | Hartlepool Utd  |
| Bradford City     | 0 - 1     | Carlisle Utd    |
| Chelsea           | 4 - 2     | Newport County  |
| Chester City      | 3 - 1     | Blackpool       |
| Crewe Alexandra   | 2 - 1     | Birmingham City |
| Exeter City       | 0 - 1     | Hereford Utd    |
| Hull City         | 1 - 2     | Burnley         |
| Luton Town        | 1 - 0     | Bristol Rovers  |
| Manchester Utd    | 5 - 1     | Charlton        |
| Portsmouth        | 1 - 5     | Derby County    |
| Reading           | 4 - 2     | Rotherham Utd   |
| Southend Utd      | 0 - 2     | Colchester Utd  |
| Stoke City        | 3 - 0     | Halifax Town    |
| Tottenham         | 0 - 4     | Middlesbrough   |
| Tranmere          | 0 - 0     | West Ham Utd    |
| Wolverhampton     | 1 - 3     | Fulham          |

### Replay
| Squadra 1         | Risultato      | Squadra 2         |
| ----------------- | -------------- | ----------------- |
| 17 settembre 1974 |                |                   |
| Leyton Orient     | 0 - 3          | QPR               |
| Norwich City      | 4 - 2          | Bolton            |
| 18 settembre 1974 |                |                   |
| Blackburn         | 1 - 0          | Northampton Town  |
| Everton           | 0 - 3          | Aston Villa       |
| Hartlepool Utd    | 2 - 2 (d.t.s.) | Bournemouth       |
| Leicester City    | 2 - 1          | Arsenal           |
| West Ham Utd      | 6 - 0          | Tranmere          |
| 24 settembre 1974 |                |                   |
| Leeds Utd         | 1 - 1 (d.t.s.) | Huddersfield Town |
| 25 settembre 1974 |                |                   |
| Newcastle Utd     | 3 - 0          | Nottingham Forest |

### Secondo Replay
| Squadra 1         | Risultato      | Squadra 2         |
| ----------------- | -------------- | ----------------- |
| 23 settembre 1974 |                |                   |
| Bournemouth       | 1 - 1 (d.t.s.) | Hartlepool Utd    |
| 7 ottobre 1974    |                |                   |
| Leeds Utd         | 2 - 1          | Huddersfield Town |

### Terzo Replay
| Squadra 1         | Risultato | Squadra 2   |
| ----------------- | --------- | ----------- |
| 26 settembre 1974 |           |             |
| Hartlepool Utd    | 1 - 0     | Bournemouth |

## Terzo turno
| Squadra 1       | Risultato | Squadra 2       |
| --------------- | --------- | --------------- |
| 8 ottobre 1974  |           |                 |
| Bristol City    | 0 - 0     | Liverpool       |
| Fulham          | 2 - 1     | West Ham Utd    |
| Ipswich Town    | 4 - 1     | Hereford Utd    |
| Middlesbrough   | 1 - 0     | Leicester City  |
| QPR             | 0 - 4     | Newcastle Utd   |
| Sheffield Utd   | 2 - 0     | Luton Town      |
| Southampton     | 5 - 0     | Derby County    |
| 9 ottobre 1974  |           |                 |
| Bury            | 1 - 2     | Leeds Utd       |
| Chelsea         | 2 - 2     | Stoke City      |
| Chester City    | 1 - 0     | Preston N.E.    |
| Colchester Utd  | 2 - 0     | Carlisle Utd    |
| Crewe Alexandra | 2 - 2     | Aston Villa     |
| Hartlepool Utd  | 1 - 1     | Blackburn       |
| Manchester Utd  | 1 - 0     | Manchester City |
| Reading         | 1 - 2     | Burnley         |
| West Bromwich   | 1 - 1     | Norwich City    |

### Replay
| Squadra 1       | Risultato      | Squadra 2       |
| --------------- | -------------- | --------------- |
| 16 ottobre 1974 |                |                 |
| Aston Villa     | 1 - 0          | Crewe Alexandra |
| Blackburn       | 1 - 2          | Hartlepool Utd  |
| Liverpool       | 4 - 0          | Bristol City    |
| Norwich City    | 2 - 0 (d.t.s.) | West Bromwich   |
| Stoke City      | 1 - 1 (d.t.s.) | Chelsea         |

### Secondo Replay
| Squadra 1       | Risultato | Squadra 2 |
| --------------- | --------- | --------- |
| 22 ottobre 1974 |           |           |
| Stoke City      | 6 - 2     | Chelsea   |

## Quarto turno
| Squadra 1        | Risultato | Squadra 2     |
| ---------------- | --------- | ------------- |
| 12 novembre 1974 |           |               |
| Hartlepool Utd   | 1 - 1     | Aston Villa   |
| Ipswich Town     | 2 - 1     | Stoke City    |
| Liverpool        | 0 - 1     | Middlesbrough |
| Sheffield Utd    | 2 - 2     | Norwich City  |
| 13 novembre 1974 |           |               |
| Chester City     | 3 - 0     | Leeds Utd     |
| Colchester Utd   | 0 - 0     | Southampton   |
| Manchester Utd   | 3 - 2     | Burnley       |
| Newcastle Utd    | 3 - 0     | Fulham        |

### Replay
| Squadra 1        | Risultato      | Squadra 2      |
| ---------------- | -------------- | -------------- |
| 25 novembre 1974 |                |                |
| Aston Villa      | 6 - 1          | Hartlepool Utd |
| Southampton      | 0 - 1          | Colchester Utd |
| 27 novembre 1974 |                |                |
| Norwich City     | 2 - 1 (d.t.s.) | Sheffield Utd  |

## Quarti di finale
| Squadra 1       | Risultato | Squadra 2      |
| --------------- | --------- | -------------- |
| 3 dicembre 1974 |           |                |
| Colchester Utd  | 1 - 2     | Aston Villa    |
| 4 dicembre 1974 |           |                |
| Middlesbrough   | 0 - 0     | Manchester Utd |
| Newcastle Utd   | 0 - 0     | Chester City   |
| Norwich City    | 1 - 1     | Ipswich Town   |

### Replay
| Squadra 1        | Risultato | Squadra 2     |
| ---------------- | --------- | ------------- |
| 10 dicembre 1974 |           |               |
| Ipswich Town     | 1 - 2     | Norwich City  |
| 18 dicembre 1974 |           |               |
| Chester City     | 1 - 0     | Newcastle Utd |
| Manchester Utd   | 3 - 0     | Middlesbrough |

## Semifinali
| Squadra 1      | Totale | Squadra 2    | Andata          | Ritorno         |
| -------------- | ------ | ------------ | --------------- | --------------- |
|                |        |              | 15 gennaio 1975 | 22 gennaio 1975 |
| Chester City   | 4 - 5  | Aston Villa  | 2 - 2           | 2 - 3           |
| Manchester Utd | 2 - 3  | Norwich City | 2 - 2           | 0 - 1           |

## Finale
| Arbitro: | G. Hill |

|             |           |  |
| Graydon 81’ | Marcatori |  |

| Aston Villa | Norwich City |

| ASTON VILLA     |    |                |
|                 |    |                |
| P               | 1  | Jimmy Cumbes   |
| D               | 2  | John Robson    |
| D               | 3  | Charlie Aitken |
| D               | 4  | Ian Ross (C)   |
| D               | 5  | Chris Nicholl  |
| C               | 6  | Bobby McDonald |
| C               | 7  | Ray Graydon    |
| A               | 8  | Brian Little   |
| A               | 9  | Keith Leonard  |
| C               | 10 | Chico Hamilton |
| C               | 11 | Frank Carrodus |
| A disposizione: |    |                |
| A               | 12 | Alun Evans     |
| Manager:        |    |                |
| Ron Saunders    |    |                |
|                 |    |                |

| NORWICH CITY |    |                   |
|              |    |                   |
| P            | 1  | Kevin Keelan      |
| D            | 2  | Mel Machin        |
| D            | 3  | Colin Sullivan    |
| C            | 4  | Peter Morris      |
| D            | 5  | Duncan Forbes (C) |
| D            | 6  | Dave Stringer     |
| C            | 7  | Johnny Miller     |
| A            | 8  | Ted MacDougall    |
| A            | 9  | Phil Boyer        |
| A            | 10 | Colin Suggett     |
| D            | 11 | Tony Powell       |
| Substitute:  |    |                   |
| C            | 12 | Billy Steele      |
| Manager:     |    |                   |
| John Bond    |    |                   |